# Éliminatoires du Championnat d'Europe de football espoirs 2023
 (juin 2022).
Si vous disposez d'ouvrages ou d'articles de référence ou si vous connaissez des sites web de qualité traitant du thème abordé ici, merci de compléter l'article en donnant les références utiles à sa vérifiabilité et en les liant à la section « Notes et références ».
Navigation
Éliminatoires Euro espoirs 2021 Éliminatoires Euro espoirs 2025
Les Éliminatoires du Championnat d'Europe de football espoirs 2023 est une compétition masculine de moins de 21 ans football qui détermine les 14 équipes rejoignant les coorganisateurs automatiquement qualifiés à savoir la Roumanie et la Géorgie lors de la phase finale du Championnat d'Europe de football espoirs 2023.
Hormis la Roumanie et la Géorgie, les 53 autres équipes nationales membres de l'UEFA ont participé à la compétition de qualification. Les joueurs nés le 1er janvier 2000 ou après sont éligibles pour participer.

## Format
La compétition de qualification comprendra les deux tours suivants :
- Phase de groupes : Les 53 équipes sont réparties en neuf groupes : huit groupes de six équipes et un groupe de cinq équipes. Chaque groupe se joue dans un format de tournoi à la ronde aller-retour. Les neuf vainqueurs de groupe et les meilleurs deuxièmes (sans compter les résultats contre l'équipe classée sixième) se qualifient directement pour le tournoi final, tandis que les huit autres deuxièmes se qualifient pour les barrages.
- Barrages : Les huit équipes sont tirées au sort en quatre matches aller-retour pour déterminer les quatre dernières équipes qualifiées.

### Critères pour le classement des groupes
Lors de la phase de groupes de qualification, les équipes sont classées selon les points (3 points pour une victoire, 1 point pour un match nul, 0 point pour une défaite), et en cas d'égalité de points, ce qui suit des critères de départage sont appliqués, dans l'ordre indiqué, pour déterminer les classements (article 14.01 du Règlement):
En cas d’égalité de points de plusieurs équipes à l'issue des matchs de groupe, les critères suivants sont appliqués dans l'ordre indiqué pour établir leur classement :
1. Plus grand nombre de points obtenus dans les matches de groupe disputés entre les équipes concernées ;
2. Meilleure différence de buts dans les matches de groupe disputés entre les équipes concernées ;
3. Plus grand nombre de buts marqués dans les matches de groupe disputés entre les équipes concernées ;
4. Plus grand nombre de buts marqués à l'extérieur dans les matches de groupe disputés entre les équipes concernées ;
5. Si, après l’application des critères 1) à 4), plusieurs équipes sont toujours à égalité, les critères 1) à 4) sont à nouveau appliqués exclusivement aux matches entre les équipes restantes afin de déterminer leur classement final. Si cette procédure ne donne pas de résultat, les critères 6) à 12) s’appliquent dans l'ordre indiqué aux équipes encore à égalité ;
6. Meilleure différence de buts générale ;
7. Plus grand nombre de buts marqués ;
8. Plus grand nombre de buts marqués à l'extérieur ;
9. Plus grand nombre de victoires ;
10. Plus grand nombre de victoires à l'extérieur ;
11. Meilleur classement du fair-play dans tous les matches du groupe (-1 point pour un carton jaune, -3 points pour deux cartons jaunes menant à un carton rouge, -3 points pour un carton rouge direct) ;
12. Classement au coefficient UEFA pour le tirage au sort de la phase de groupes.

Pour déterminer les cinq meilleurs deuxièmes de la phase de groupes de qualification, les résultats contre les équipes à la sixième place sont ignorés. Les critères suivants sont appliqués (Règlement Article 15.02):
1. Position des équipes dans chaque groupe ;
2. Plus grand nombre de points obtenus ;
3. Meilleure différence de buts générale ;
4. Plus grand nombre de buts marqués ;
5. Plus grand nombre de buts marqués à l'extérieur ;
6. Plus grand nombre de victoires ;
7. Plus grand nombre de victoires à l'extérieur;
8. Classement du fair-play dans tous les matches du groupe (-1 point pour un carton jaune, -3 points pour deux cartons jaunes menant à un carton rouge, -3 points pour un carton rouge direct) ;
9. Classement au coefficient UEFA pour le tirage au sort de la phase de groupes.

## Calendrier
| Tour             | Date de tirage au sort | Dates                            |
| ---------------- | ---------------------- | -------------------------------- |
| Phase de groupes | 28 janvier 2021        | Journée 1 (1–3 septembre 2021)   |
| Phase de groupes | 28 janvier 2021        | Journée 2 (6–7 septembre 2021)   |
| Phase de groupes | 28 janvier 2021        | Journée 3 (7–8 octobre 2021)     |
| Phase de groupes | 28 janvier 2021        | Journée 4 (11–12 octobre 2021)   |
| Phase de groupes | 28 janvier 2021        | Journée 5 (10–12 novembre 2021)  |
| Phase de groupes | 28 janvier 2021        | Journée 6 (14–16 novembre 2021)  |
| Phase de groupes | 28 janvier 2021        | Journée 7 (24–25 mars 2022)      |
| Phase de groupes | 28 janvier 2021        | Journée 8 (28–29 mars 2022)      |
| Phase de groupes | 28 janvier 2021        | Journée 9 (2–6 juin 2022)        |
| Phase de groupes | 28 janvier 2021        | Journée 10 (6–14 juin 2022)      |
| Barrages         | 21 juin 2022           | Match aller (23 septembre 2022)  |
| Barrages         | 21 juin 2022           | Match retour (27 septembre 2022) |

## Phase de groupes

### Tirage au sort
| Chapeau A (têtes de série) | Chapeau A (têtes de série) | Chapeau B | Chapeau B | Chapeau C            | Chapeau C | Chapeau D          | Chapeau D | Chapeau E   | Chapeau E | Chapeau F     | Chapeau F |
| Espagne                    | 40.620                     | Autriche  | 31.485    | Slovaquie            | 27.202    | Écosse             | 24.531    | Monténégro  | 20.381    | Luxembourg    | 14.271    |
| Allemagne                  | 38.490                     | Pologne   | 31.375    | Islande              | 26.522    | Macédoine du Nord  | 23.814    | Kosovo      | 20.151    | Arménie       | 14.131    |
| France                     | 37.147                     | Suède     | 30.325    | Ukraine              | 26.262    | Bosnie-Herzégovine | 23.624    | Lituanie    | 18.781    | Malte         | 13.251    |
| Angleterre                 | 36.846                     | Tchéquie  | 29.648    | Slovénie             | 25.851    | Pays de Galles     | 22.686    | Kazakhstan  | 18.583    | Andorre       | 12.730    |
| Italie                     | 36.361                     | Belgique  | 29.403    | République d'Irlande | 25.651    | Irlande du Nord    | 21.841    | Moldavie    | 16.901    | Estonie       | 12.490    |
| Danemark                   | 36.088                     | Russie    | 29.162    | Israël               | 25.112    | Finlande           | 21.451    | Chypre      | 16.069    | Gibraltar     | 9.494     |
| Portugal                   | 35.863                     | Serbie    | 28.064    | Norvège              | 25.042    | Hongrie            | 21.318    | Îles Féroé  | 15.871    | Liechtenstein | 9.370     |
| Pays-Bas                   | 32.686                     | Suisse    | 28.059    | Bulgarie             | 24.801    | Biélorussie        | 20.913    | Azerbaïdjan | 14.631    | Saint-Marin   | 8.350     |
| Croatie                    | 31.902                     | Grèce     | 28.021    | Turquie              | 24.759    | Albanie            | 20.451    | Lettonie    | 14.511    |               |           |

Chaque groupe contenait une équipe de chacun des pots A à F (pots A à E pour un groupe de cinq équipes). Sur la base des décisions prises par le Panel d'urgence de l'UEFA, les équipes suivantes ne seraient pas tirées au sort dans le même groupe.
- Arménie et Azerbaïdjan
- Gibraltar et l'Espagne
- Bosnie-Herzégovine et Kosovo
- Kosovo et Serbie
- Kosovo et Russie
- Russie et Ukraine[4]

### Groupes

#### Groupe A
| Rang | Équipe      | Pts | J  | G | N | P  | Bp | Bc | Diff |  | Résultats (▼ dom., ► ext.) |     |     |     |     |     |     |
| ---- | ----------- | --- | -- | - | - | -- | -- | -- | ---- |  | -------------------------- | --- | --- | --- | --- | --- | --- |
| 1    | Norvège     | 24  | 10 | 8 | 0 | 2  | 26 | 11 | +15  |  | Norvège                    |     | 3-2 | 3-1 | 3-1 | 2-1 | 3-0 |
| 2    | Croatie     | 22  | 10 | 7 | 1 | 2  | 25 | 10 | +15  |  | Croatie                    | 3-2 |     | 2-3 | 0-0 | 2-0 | 2-0 |
| 3    | Finlande    | 19  | 10 | 6 | 1 | 3  | 18 | 13 | +5   |  | Finlande                   | 0-2 | 0-2 |     | 3-1 | 3-0 | 1-0 |
| 4    | Autriche    | 16  | 10 | 5 | 1 | 4  | 22 | 13 | +9   |  | Autriche                   | 2-1 | 1-3 | 2-3 |     | 6-0 | 2-0 |
| 5    | Azerbaïdjan | 7   | 10 | 2 | 1 | 6  | 12 | 24 | -12  |  | Azerbaïdjan                | 1-2 | 1-5 | 1-1 | 0-3 |     | 3-0 |
| 6    | Estonie     | 0   | 10 | 0 | 0 | 10 | 0  | 32 | -32  |  | Estonie                    | 0-5 | 0-4 | 0-3 | 0-4 | 0-5 |     |

#### Groupe B
| Rang | Équipe      | Pts | J  | G | N | P | Bp | Bc | Diff |  | Résultats (▼ dom., ► ext.) |     |     |     |     |     |     |
| ---- | ----------- | --- | -- | - | - | - | -- | -- | ---- |  | -------------------------- | --- | --- | --- | --- | --- | --- |
| 1    | Allemagne   | 27  | 10 | 9 | 0 | 1 | 32 | 9  | +23  |  | Allemagne                  |     | 3-2 | 0-4 | 4-0 | 4-0 | 4-0 |
| 2    | Israël      | 19  | 10 | 6 | 1 | 3 | 19 | 10 | +9   |  | Israël                     | 0-1 |     | 2-2 | 3-0 | 2-1 | 2-0 |
| 3    | Pologne     | 18  | 10 | 5 | 3 | 2 | 26 | 9  | +17  |  | Pologne                    | 1-2 | 1-2 |     | 1-1 | 5-0 | 3-0 |
| 4    | Hongrie     | 14  | 10 | 4 | 2 | 4 | 16 | 17 | -1   |  | Hongrie                    | 1-5 | 1-2 | 2-2 |     | 1-0 | 4-0 |
| 5    | Lettonie    | 7   | 10 | 2 | 1 | 7 | 5  | 19 | -14  |  | Lettonie                   | 1-3 | 1-0 | 0-2 | 0-2 |     | 2-0 |
| 6    | Saint-Marin | 1   | 10 | 0 | 1 | 9 | 0  | 34 | -34  |  | Saint-Marin                | 0-6 | 0-4 | 0-5 | 0-4 | 0-0 |     |

#### Groupe C
Le 28 février 2022, la FIFA et l'UEFA ont annoncé que la Russie était suspendue de toutes les compétitions. Le 2 mai 2022, l'UEFA a annoncé que la Russie ne serait plus autorisée à participer à la compétition, que ses résultats précédents étaient annulés et que le groupe C continuerait avec cinq équipes,.
| Rang | Équipe          | Pts | J | G | N | P | Bp | Bc | Diff |  | Résultats (▼ dom., ► ext.) |     |     |     |      |     |      |
| ---- | --------------- | --- | - | - | - | - | -- | -- | ---- |  | -------------------------- | --- | --- | --- | ---- | --- | ---- |
| 1    | Espagne         | 24  | 8 | 8 | 0 | 0 | 37 | 5  | +32  |  | Espagne                    |     | 3-2 | 3-0 | 8-0  | 7-1 | 4-1  |
| 2    | Slovaquie       | 15  | 8 | 5 | 0 | 3 | 18 | 10 | +8   |  | Slovaquie                  | 2-3 |     | 2-1 | 3-1  | 4-0 | Ann. |
| 3    | Irlande du Nord | 7   | 8 | 2 | 1 | 5 | 8  | 18 | -10  |  | Irlande du Nord            | 0-6 | 1-0 |     | 4-0  | 0-2 | Ann. |
| 4    | Lituanie        | 7   | 8 | 2 | 1 | 5 | 7  | 22 | -15  |  | Lituanie                   | 0-2 | 0-2 | 1-1 |      | 2-1 | 0-3  |
| 5    | Malte           | 6   | 8 | 2 | 0 | 6 | 10 | 25 | -15  |  | Malte                      | 0-5 | 1-3 | 4-1 | 1-3  |     | Ann. |
| 6    | Russie,         | 0   | 0 | 0 | 0 | 0 | 0  | 0  | 0    |  | Russie,                    | 1-0 | 3-0 | 1-0 | Ann. | 6-0 |      |

#### Groupe D
| Rang | Équipe        | Pts | J  | G | N | P  | Bp | Bc | Diff |  | Résultats (▼ dom., ► ext.) |     |     |     |     |     |      |
| ---- | ------------- | --- | -- | - | - | -- | -- | -- | ---- |  | -------------------------- | --- | --- | --- | --- | --- | ---- |
| 1    | Portugal      | 28  | 10 | 9 | 1 | 0  | 41 | 3  | +38  |  | Portugal                   |     | 1-1 | 2-1 | 1-0 | 6-0 | 11-0 |
| 2    | Islande       | 18  | 10 | 5 | 3 | 2  | 25 | 7  | +18  |  | Islande                    | 0-1 |     | 1-1 | 3-1 | 5-0 | 9-0  |
| 3    | Grèce         | 17  | 10 | 5 | 2 | 3  | 16 | 10 | +6   |  | Grèce                      | 0-4 | 1-0 |     | 2-0 | 0-0 | 4-0  |
| 4    | Biélorussie   | 12  | 10 | 4 | 0 | 6  | 16 | 15 | +1   |  | Biélorussie                | 1-5 | 1-2 | 0-2 |     | 2-0 | 6-0  |
| 5    | Chypre        | 11  | 10 | 3 | 2 | 5  | 16 | 16 | 0    |  | Chypre                     | 0-1 | 1-1 | 3-0 | 0-1 |     | 6-0  |
| 6    | Liechtenstein | 0   | 10 | 0 | 0 | 10 | 0  | 63 | -63  |  | Liechtenstein              | 0-9 | 0-3 | 0-5 | 0-4 | 0-6 |      |

#### Groupe E
| Rang | Équipe         | Pts | J  | G | N | P | Bp | Bc | Diff |  | Résultats (▼ dom., ► ext.) |     |     |     |     |     |     |
| ---- | -------------- | --- | -- | - | - | - | -- | -- | ---- |  | -------------------------- | --- | --- | --- | --- | --- | --- |
| 1    | Pays-Bas       | 26  | 10 | 8 | 2 | 0 | 32 | 3  | +29  |  | Pays-Bas                   |     | 2-0 | 3-0 | 5-0 | 3-1 | 6-0 |
| 2    | Suisse         | 23  | 10 | 7 | 2 | 1 | 22 | 6  | +16  |  | Suisse                     | 2-2 |     | 3-0 | 5-1 | 1-0 | 4-0 |
| 3    | Moldavie       | 12  | 10 | 3 | 3 | 4 | 7  | 12 | -5   |  | Moldavie                   | 0-3 | 1-1 |     | 1-0 | 0-2 | 1-0 |
| 4    | Pays de Galles | 11  | 10 | 3 | 2 | 5 | 15 | 14 | +1   |  | Pays de Galles             | 0-1 | 0-1 | 0-0 |     | 1-1 | 2-0 |
| 5    | Bulgarie       | 10  | 10 | 2 | 4 | 4 | 10 | 11 | -1   |  | Bulgarie                   | 0-0 | 0-1 | 0-0 | 0-4 |     | 5-0 |
| 6    | Gibraltar      | 1   | 10 | 0 | 1 | 9 | 1  | 41 | -40  |  | Gibraltar                  | 0-7 | 0-4 | 0-4 | 0-7 | 1-1 |     |

#### Groupe F
| Rang | Équipe               | Pts | J  | G | N | P | Bp | Bc | Diff |  | Résultats (▼ dom., ► ext.) |     |     |     |     |     |     |
| ---- | -------------------- | --- | -- | - | - | - | -- | -- | ---- |  | -------------------------- | --- | --- | --- | --- | --- | --- |
| 1    | Italie               | 24  | 10 | 7 | 3 | 0 | 19 | 5  | +14  |  | Italie                     |     | 4-1 | 1-1 | 1-0 | 1-0 | 3-0 |
| 2    | République d'Irlande | 19  | 10 | 6 | 1 | 3 | 16 | 10 | +6   |  | République d'Irlande       | 0-2 |     | 1-0 | 3-0 | 3-1 | 2-0 |
| 3    | Suède                | 18  | 10 | 5 | 3 | 2 | 22 | 8  | +14  |  | Suède                      | 1-1 | 0-2 |     | 4-0 | 3-1 | 6-0 |
| 4    | Bosnie-Herzégovine   | 11  | 10 | 3 | 2 | 5 | 9  | 16 | -7   |  | Bosnie-Herzégovine         | 0-1 | 0-0 | 0-0 |     | 0-4 | 5-0 |
| 5    | Monténégro           | 11  | 10 | 3 | 2 | 5 | 14 | 17 | -3   |  | Monténégro                 | 1-1 | 2-1 | 1-3 | 2-2 |     | 3-0 |
| 6    | Luxembourg           | 1   | 10 | 0 | 1 | 9 | 2  | 26 | -24  |  | Luxembourg                 | 0-3 | 1-1 | 0-3 | 0-2 | 1-2 |     |

#### Groupe G
| Rang | Équipe     | Pts | J  | G | N | P  | Bp | Bc | Diff |  | Résultats (▼ dom., ► ext.) |     |     |     |     |     |     |
| ---- | ---------- | --- | -- | - | - | -- | -- | -- | ---- |  | -------------------------- | --- | --- | --- | --- | --- | --- |
| 1    | Angleterre | 25  | 10 | 8 | 1 | 1  | 26 | 7  | +19  |  | Angleterre                 |     | 3-1 | 1-2 | 2-0 | 3-0 | 4-1 |
| 2    | Tchéquie   | 22  | 10 | 7 | 1 | 2  | 23 | 6  | +17  |  | Tchéquie                   | 1-2 |     | 1-0 | 3-0 | 4-0 | 7-0 |
| 3    | Slovénie   | 16  | 10 | 4 | 4 | 2  | 11 | 7  | +4   |  | Slovénie                   | 2-2 | 1-1 |     | 0-0 | 3-0 | 2-0 |
| 4    | Kosovo     | 12  | 10 | 3 | 3 | 4  | 8  | 13 | -5   |  | Kosovo                     | 0-5 | 0-1 | 0-0 |     | 2-1 | 2-0 |
| 5    | Albanie    | 10  | 10 | 3 | 1 | 6  | 9  | 17 | -8   |  | Albanie                    | 0-3 | 0-1 | 2-0 | 1-1 |     | 2-0 |
| 6    | Andorre    | 0   | 10 | 0 | 0 | 10 | 1  | 28 | -27  |  | Andorre                    | 0-1 | 0-3 | 0-1 | 0-3 | 0-3 |     |

#### Groupe H
| Rang | Équipe            | Pts | J  | G | N | P | Bp | Bc | Diff |  | Résultats (▼ dom., ► ext.) |     |     |     |     |     |     |
| ---- | ----------------- | --- | -- | - | - | - | -- | -- | ---- |  | -------------------------- | --- | --- | --- | --- | --- | --- |
| 1    | France            | 26  | 10 | 8 | 2 | 0 | 31 | 5  | +26  |  | France                     |     | 5-0 | 2-0 | 2-0 | 3-0 | 7-0 |
| 2    | Ukraine           | 23  | 10 | 7 | 2 | 1 | 20 | 11 | +9   |  | Ukraine                    | 3-3 |     | 2-1 | 1-0 | 4-0 | 2-1 |
| 3    | Serbie            | 12  | 10 | 3 | 3 | 4 | 10 | 11 | -1   |  | Serbie                     | 0-3 | 0-1 |     | 0-0 | 2-1 | 2-0 |
| 4    | Îles Féroé        | 10  | 10 | 2 | 4 | 4 | 6  | 12 | -6   |  | Îles Féroé                 | 1-1 | 0-4 | 1-1 |     | 1-1 | 2-0 |
| 5    | Macédoine du Nord | 9   | 10 | 2 | 3 | 5 | 8  | 15 | -7   |  | Macédoine du Nord          | 0-1 | 1-1 | 0-0 | 0-1 |     | 3-1 |
| 6    | Arménie           | 3   | 10 | 1 | 0 | 9 | 7  | 28 | -21  |  | Arménie                    | 1-4 | 0-2 | 1-4 | 2-0 | 1-2 |     |

#### Groupe I
| Rang | Équipe     | Pts | J | G | N | P | Bp | Bc | Diff |  | Résultats (▼ dom., ► ext.) |     |     |     |     |     |
| ---- | ---------- | --- | - | - | - | - | -- | -- | ---- |  | -------------------------- | --- | --- | --- | --- | --- |
| 1    | Belgique   | 20  | 8 | 6 | 2 | 0 | 14 | 2  | +12  |  | Belgique                   |     | 1-0 | 2-0 | 0-0 | 2-0 |
| 2    | Danemark   | 17  | 8 | 5 | 2 | 1 | 12 | 6  | +6   |  | Danemark                   | 1-1 |     | 3-2 | 1-1 | 3-0 |
| 3    | Turquie    | 8   | 8 | 2 | 2 | 4 | 7  | 11 | -4   |  | Turquie                    | 0-3 | 1-2 |     | 1-1 | 0-0 |
| 4    | Écosse     | 7   | 8 | 1 | 4 | 3 | 6  | 10 | -4   |  | Écosse                     | 0-2 | 0-1 | 0-2 |     | 2-1 |
| 5    | Kazakhstan | 2   | 8 | 0 | 2 | 6 | 4  | 14 | -10  |  | Kazakhstan                 | 1-3 | 0-1 | 0-1 | 2-2 |     |

### Classement des équipes classées deuxièmes
Seuls les résultats des équipes classées deuxièmes contre les équipes classées première, troisième, quatrième et cinquième de leur groupe sont pris en compte, tandis que les résultats contre l'équipe classée sixième dans des groupes de six équipes ne sont pas inclus. En conséquence, huit matches disputés par chaque équipe classée deuxième sont comptés pour déterminer le classement. L'équipe la mieux classée se qualifie directement pour le tournoi final, tandis que les autres équipes participent aux barrages.
| Rang  | Équipe               | Pts | J | G | N | P | Bp | Bc | Diff |
| ----- | -------------------- | --- | - | - | - | - | -- | -- | ---- |
| 1 (E) | Suisse               | 17  | 8 | 5 | 2 | 1 | 14 | 6  | +8   |
| 2 (H) | Ukraine              | 17  | 8 | 5 | 2 | 1 | 16 | 10 | +6   |
| 3 (I) | Danemark             | 17  | 8 | 5 | 2 | 1 | 12 | 6  | +6   |
| 4 (A) | Croatie              | 16  | 8 | 5 | 1 | 2 | 19 | 10 | +9   |
| 5 (G) | Tchéquie             | 16  | 8 | 5 | 1 | 2 | 13 | 6  | +7   |
| 6 (C) | Slovaquie            | 15  | 8 | 5 | 0 | 3 | 18 | 10 | +8   |
| 7 (F) | République d'Irlande | 15  | 8 | 5 | 0 | 3 | 13 | 9  | +4   |
| 8 (B) | Israël               | 13  | 8 | 4 | 1 | 3 | 13 | 10 | +3   |
| 9 (D) | Islande              | 12  | 8 | 3 | 3 | 2 | 13 | 7  | +6   |

## Barrages
| Équipe               | Aller | Total           | Retour | Équipe   |
| -------------------- | ----- | --------------- | ------ | -------- |
| Croatie              | 2 - 1 | 3 - 3 5 - 4 tab | 1 - 2  | Danemark |
| Slovaquie            | 3 - 2 | 3 - 5           | 0 - 3  | Ukraine  |
| République d'Irlande | 1 - 1 | 1 - 1 1 - 3 tab | 0 - 0  | Israël   |
| Islande              | 1 - 2 | 1 - 2           | 0 - 0  | Tchéquie |

## Équipes qualifiées
Les équipes suivantes se sont qualifiées pour le tournoi final.
Remarque : toutes les statistiques d'apparition incluent uniquement l'ère U-21 (depuis 1978).
| Équipe     | Méthode de qualification | Date de qualification | Apparition | Dernière apparition | Précédente meilleure performance         |
| ---------- | ------------------------ | --------------------- | ---------- | ------------------- | ---------------------------------------- |
| Roumanie   | Co-organisateurs         | 3 décembre 2020       | 4e         | 2021                | Demi-finales (2019)                      |
| Géorgie    | Co-organisateurs         | 3 décembre 2020       | 1re        | Début               | Début                                    |
| Belgique   | Premier du Groupe I      | 29 mars 2022          | 4e         | 2019                | Demi-finales (2007)                      |
| Espagne    | Premier du Groupe C      | 2 mai 2022,           | 16e        | 2021                | Champions (1986, 1998, 2011, 2013, 2019) |
| Allemagne  | Premier du Groupe B      | 3 juin 2022           | 14e        | 2021                | Champions (2009, 2017, 2021)             |
| Portugal   | Premier du Groupe D      | 6 juin 2022           | 10e        | 2021                | Vice-champions (1994, 2015, 2021)        |
| Angleterre | Premier du Groupe G      | 7 juin 2022           | 17e        | 2021                | Champions (1982, 1984)                   |
| Pays-Bas   | Premier du Groupe E      | 8 juin 2022           | 9e         | 2021                | Champions (2006, 2007)                   |
| France     | Premier du Groupe H      | 9 juin 2022           | 11e        | 2021                | Champions (1988)                         |
| Suisse     | Meilleur deuxième        | 14 juin 2022          | 5e         | 2021                | Demi-finales (2002)                      |
| Croatie    | Vainqueur barrage 1      | 27 septembre 2022     | 5e         | 2021                | Quarts de finale (2021)                  |
| Ukraine    | Vainqueur barrage 2      | 27 septembre 2022     | 3e         | 2011                | Vice-champions (2006)                    |
| Israël     | Vainqueur barrage 3      | 27 septembre 2022     | 3e         | 2013                | Phase de groupes (2007, 2013)            |
| Tchéquie   | Vainqueur barrage 4      | 27 septembre 2022     | 9e         | 2021                | Champions (2002)                         |

## Buteurs
Il y a eu 647 buts marqués en 214 matches, pour une moyenne de 3,02 buts par match (au 6 juin 2022),.
1. Gonçalo Ramos (12 buts dans le Groupe D)
2. Fábio Vieira (7 buts dans le Groupe D)
3. Loïs Openda (7 buts dans le Groupe I
4. Joshua Zirkzee (7 buts dans le Groupe E)
5. Jonathan Burkardt (7 buts dans le Groupe B)